# Kinesisk kirkehistorie
Kinesisk kirkehistorie er historien om kristen mission og kristen tilstedeværelse i Kina. Selv om kristendommen altid har været et minoritetsfænomen i Kina, og i lange tider efter den første kom var den sandsynligvis helt fraværende, strækker den kinesiske kirkehistorie sig over en periode, som er længere end for mange af de europæiske lande.
Den er traditionelt blevet inddelt i hovedepoker. En mulig periodisering er 
1. Nestorianismen (syro-orientalsk kristentro) under Tang-dynastiet,
2. Fransiskanermissionen i 1200- og 1300-tallet,
3. Den store katolske mission sent under Ming-dynastiet og tidligt i Qing-dynastiet (ca. 1550-1796),
4. Den fornyede missionstid 1850-1949,
5. Kkristne under og efter Mao Zedongs Kina.

Denne inddeling er imidlertid noget grov og kan uddybes.
Forfatteren og researcheren Paul Hattaway har arbejdet  i 20 år med at indsamle data om Kinas kristne. Han har publiceret en rapport som anslår at antallet af kristne i Kina  har passeret 100 millioner mennesker.